# La Flèche
La Flèche là một xã trong vùng hành chính Pays de la Loire, thuộc tỉnh Sarthe, quận La Flèche, tổng La Flèche. Tọa độ địa lý của xã là 47° 52' vĩ độ bắc, 00° 04' kinh độ đông. La Flèche nằm trên độ cao trung bình là 33 mét trên mực nước biển, có điểm thấp nhất là 23 mét và điểm cao nhất là 103 mét. Xã có diện tích 74,21 km², dân số vào thời điểm 2004 là 16.900 người; mật độ dân số là 228 người/km².

## Thông tin nhân khẩu
| 1968  | 1975  | 1982  | 1990  | 1999  | 2004  |
| ----- | ----- | ----- | ----- | ----- | ----- |
| 13768 | 14516 | 14752 | 14953 | 15241 | 16900 |

## Các thành phố kết nghĩa
- Obernkirchen, Đức
- Chippenham, Anh

## Nhân vật nổi tiếng
- Jean Picard còn được gọi là "Abbé Picard" (1620-1682), nhà thiên văn học, linh mục
- Lazare de Baïf (1496-1547), nhà ngoại giao, nhà thơ
- Jacques Bouillaut, nhà nghiên cứu tự nhiên
- Léo Delibes, nhà soạn nhạc
- René Descartes (1596-1650)
- Paul Gauthier (1914-2002), nhà thần học
- Martin Lersch (sinh 1954), họa sĩ, nhạc sĩ
- Liane de Pougy, nữ nghệ sĩ múa

## Địa điểm tham quan
- Nhà thờ Notre Dame des Vertus